# Canton de Castres-Sud
Le canton de Castres-Sud est un ancien canton français situé dans le département du Tarn et la région Midi-Pyrénées.

## Géographie
Ce canton était organisé autour de Castres dans l'arrondissement de Castres. Son altitude variait de 151 m (Castres) à 367 m (Castres) pour une altitude moyenne de 170 m.

## Administration
| Période | Période | Identité          | Étiquette | Qualité                                                                                      |
| ------- | ------- | ----------------- | --------- | -------------------------------------------------------------------------------------------- |
| 1973    | 1982    | André Azaïs       | DVD       | Médecin oto-rhino-laryngologiste                                                             |
| 1982    | 1988    | Georges Petit     | PS        | Représentant, maire de Saïx (1977-1983) Conseiller régional                                  |
| 1988    | 2001    | Jacques Esclassan | PS        | Coureur cycliste, négociant Premier adjoint au Maire de Castres                              |
| 2001    | 2008    | Nicole Jeanrot    | DL        | Chargée d'enseignement en médecine à l'Université Paul Sabatier Adjointe au Maire de Castres |
| 2008    | 2015    | Christophe Testas | PS        | Rédacteur territorial Elu en 2015 dans le Canton de Castres-3                                |

## Composition
| Communes | Population (2012) | Code postal | Code Insee |
| -------- | ----------------- | ----------- | ---------- |
| Castres  | 43 496 (1)        | 81100       | 81065      |

(1) fraction de commune.

## Démographie
| 1962 | 1968 | 1975 | 1982 | 1990 | 1999 | 2009 |
| ---- | ---- | ---- | ---- | ---- | ---- | ---- |
| -    | -    | -    | -    | -    | -    | -    |